# Horonhlab, Bereg
Horonhlab (în ucraineană Горонглаб) este un sat în comuna Batrad din raionul Bereg, regiunea Transcarpatia, Ucraina.

## Demografie
Componența lingvistică a localității Horonhlab
     Maghiară (79,05%)
     Ucraineană (19,82%)
     Rusă (1,13%)
Conform recensământului din 2001, majoritatea populației localității Horonhlab era vorbitoare de maghiară (79,05%), existând în minoritate și vorbitori de ucraineană (19,82%) și rusă (1,13%).